# Rivière Mersey (Nouvelle-Écosse)
Pour les articles homonymes, voir Mersey (homonymie).
La rivière Mersey est un cours d'eau situé au sud-est de la Nouvelle-Écosse. Ce fleuve côtier de 109 km prend sa source dans le lac Eleven Mile et se jette dans l'océan Atlantique à Liverpool.
Elle traverse le parc national de Kejimkujik et comprend le Lac Rossignol, le plus grand lac d'eau douce de la province. L'un de ses principaux affluents, la rivière Shelburne a été désignée rivière du patrimoine canadien.

## Toponymie

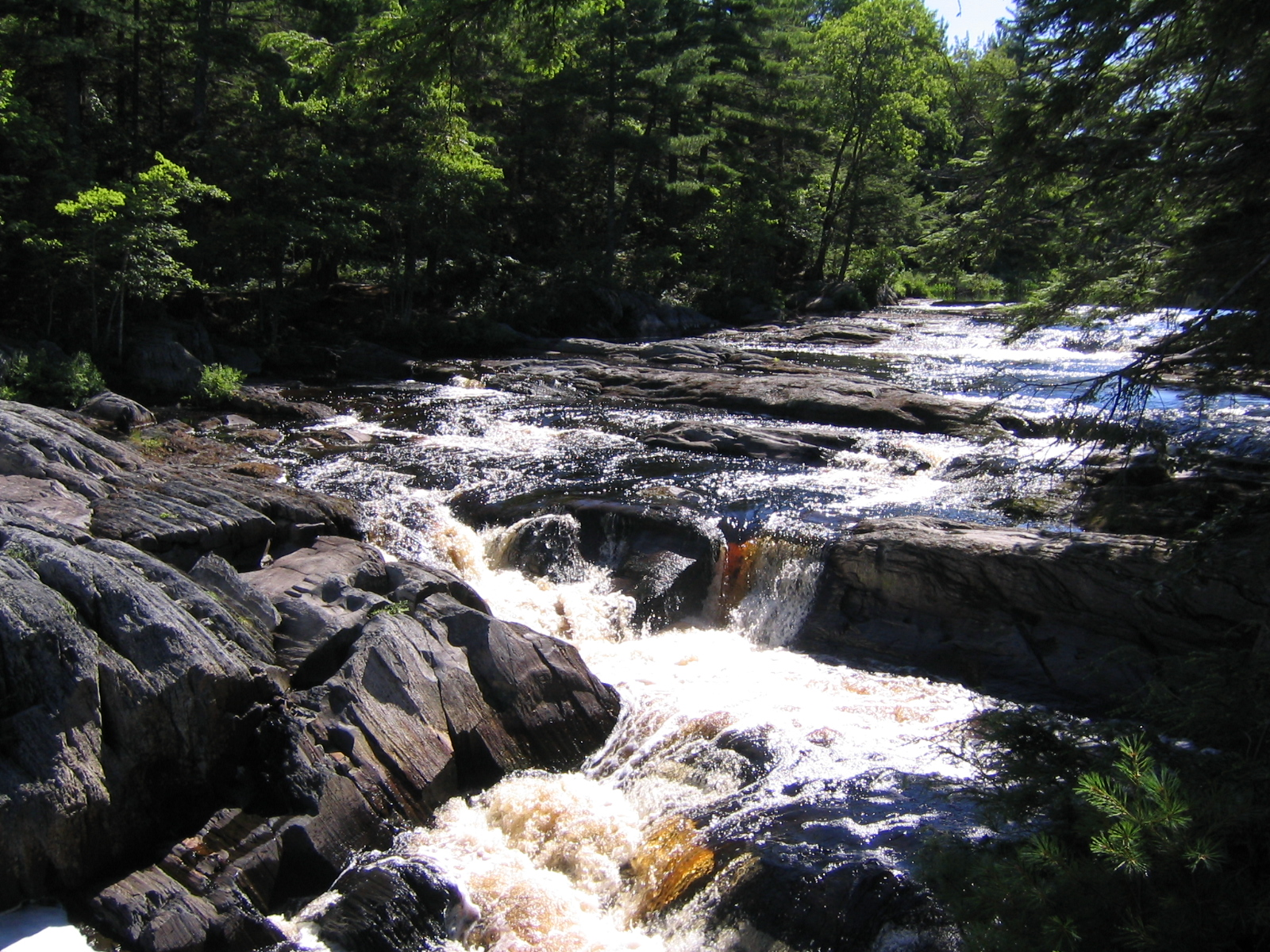
Rivière Mersey dans le parc national de Kejimkujik.

La rivière était anciennement connue sous le nom de rivière Rossignol par les Acadiens. Elle a été nommée par les Britanniques d'après la Mersey.[réf. souhaitée]

## Développement hydroélectrique
Le lac Rossignol a été créé par un barrage en 1929 pour l’alimentation en eau de six centrales hydroélectriques.